# Scyzoryki (ćwiczenie)

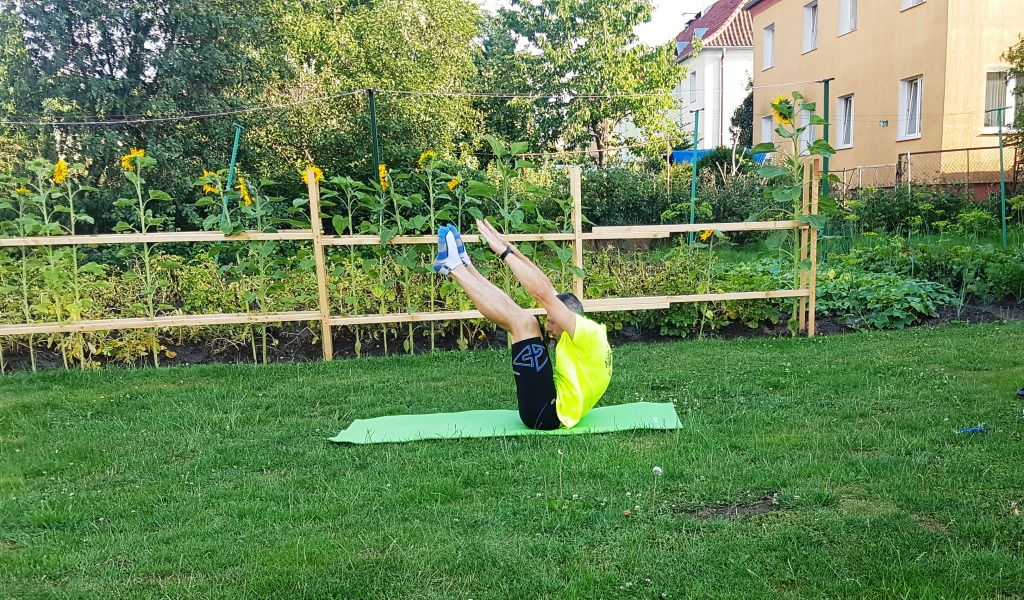
Przykład wykonania ćwiczenia

Wykonanie scyzoryka (animacja)

Scyzoryki – zaawansowane ćwiczenie na mięśnie głębokie brzucha, angażuje w porównaniu z innymi ćwiczeniami najwięcej, bo aż 80%, włókien.

## Wykonanie ćwiczenia
1. Kładziemy się na plecach, nogi wyprostowane i złączone, ramiona wyprostowane i złączone za głową.
2. Unosimy jednocześnie nogi i ramiona w górę, zbliżając klatkę piersiową do kolan.
3. Powracamy do pozycji wyjściowej. Ćwiczenie powtarzamy w serii[2].

Ćwiczenie wykonywane jest w różnych wariantach, np.:
- scyzoryki z wyprostowanymi rękami i nogami[3]
- scyzoryki z nogami ugiętymi w stawach kolanowych[4]
- scyzoryki z rękami opuszczonymi wzdłuż tułowia[5]
- scyzoryki obciążeniem (z piłką lub kettlami)[6]